# Абрамовиці-Косьцельне
Абрамовиці-Косьцельне (пол. Abramowice Kościelne) — село в Польщі, у гміні Ґлуськ Люблінського повіту Люблінського воєводства.
Населення — 14 осіб (2011).

## Демографія
Демографічна структура станом на 31 березня 2011 року:
|          | Загалом | Допрацездатний вік | Працездатний вік | Постпрацездатний вік |
| -------- | ------- | ------------------ | ---------------- | -------------------- |
| Чоловіки | 7       | 1                  | 5                | 1                    |
| Жінки    | 7       | 0                  | 6                | 1                    |
| Разом    | 14      | 1                  | 11               | 2                    |